# Municipio de Liberty (condado de Daviess)
El municipio de Liberty (en inglés: Liberty Township) es un municipio ubicado en el condado de Daviess en el estado estadounidense de Misuri. En el año 2010 tenía una población de 915 habitantes y una densidad poblacional de 10,38 personas por km².

## Geografía
El municipio de Liberty se encuentra ubicado en las coordenadas 39°55′24″N 94°2′2″O / 39.92333, -94.03389. Según la Oficina del Censo de los Estados Unidos, el municipio tiene una superficie total de 88.13 km², de la cual 85,32 km² corresponden a tierra firme y (3,19 %) 2,81 km² es agua.

## Demografía
Según el censo de 2010, había 915 personas residiendo en el municipio de Liberty. La densidad de población era de 10,38 hab./km². De los 915 habitantes, el municipio de Liberty estaba compuesto por el 98,36 % blancos, el 0,11 % eran afroamericanos, el 0,44 % eran amerindios, el 0,11 % eran asiáticos y el 0,98 % eran de una mezcla de razas. Del total de la población el 0,87 % eran hispanos o latinos de cualquier raza.